# Ortaffa
Ortaffa é uma comuna francesa na região administrativa da Occitânia, no departamento dos Pirenéus Orientais. Estende-se por uma área de 8.49 km², com 1.537 habitantes, segundo o censo de 2018, com uma densidade de 180 hab/km².